# Olivier de Rincquesen
Pour les articles homonymes, voir Rincquesen.
Olivier de Willecot de Rincquesen dit Olivier de Rincquesen, né le 3 février 1950 à Mont-de-Marsan dans les Landes, est un journaliste et un animateur radio français.

## Biographie

### Formation
Olivier de Rincquesen est un ancien élève du Centre de formation des journalistes dont il sort diplômé en 1971. Il est le lauréat de la Bourse Lauga-Delmas d'Europe N°1 en 1971.

### Carrière
Olivier de Rincquesen débute comme journaliste de radio, en 1971, aux côtés de Jean-François Kahn, alors chroniqueur sur Europe 1. 
En 1978, il participe, aux côtés d'Anne Sinclair, aux interviews télévisées réalisées dans le cadre des élections.
Dans les années 1980, il présente les journaux du matin et assure en 1981 la tranche 7 h-9 h avec Brigitte Morisan. Europe 1 est alors en tête des audiences radio en 1981.
Dans les années 1990, il devient l'un des journalistes de la rédaction les plus en vue alors qu'Europe 1 devient, selon, l'IFOP, la radio la plus influente auprès des dirigeants d'opinion.
Dans les années 2000, Olivier de Rincquesen a également travaillé sur France Inter.
Il anime l'émission Adjugé sur LCI en 2007 et 2008, émission qui figure à la rubrique Culture.

### Vie privée
Issu d'une vieille famille originaire de Rinxent (Pas-de-Calais) et du Limousin, journaliste figurant au bottin mondain, Olivier de Rincquesen, à l'instar de Pierre Desproges qu'il accueillera dans l'une de ses émissions, a ses attaches familiales à Châlus.
Olivier de Rincquesen est le père de Nathanaël de Rincquesen, journaliste de France 2, de Simon de Rincquesen, qui officie dans le marketing sportif et de Victoire de Rincquesen, journaliste de BFM Business actuellement sur BFM Radio.